# Affaire Jaycee Lee Dugard
Jaycee Lee Dugard (née le 3 mai 1980) est une jeune californienne enlevée et séquestrée par un couple, Phillip Garrido et Nancy Garrido, 18 années durant, du 10 juin 1991 au 26 août 2009. 
Le 10 juin 1991, elle est enlevée à un arrêt de bus scolaire à South Lake Tahoe, alors qu'elle est âgée de 11 ans. Séquestrée au domicile du ravisseur et fréquemment violée, elle donne naissance à deux filles, Angel et Starlit (l'ainée naît lorsque sa mère a 14 ans ; la seconde, à ses 17 ans).
Jaycee Lee Dugard entre en contact avec un officier de police le 26 août 2009, et le lendemain un test ADN confirme que son nom figure sur la liste des personnes disparues. Les Garrido sont accusés de 29 chefs d’inculpation, parmi lesquels viol, enlèvement et séquestration. Leur procès  a lieu en juin 2011 et les deux accusés sont lourdement condamnés.

## Enlèvement
Le 10 juin 1991 à South Lake Tahoe, à 7 heures du matin, le beau-père de Jaycee Lee Dugard, Carl Probyn, la suit du regard pendant qu'elle rejoint l'arrêt de bus lorsqu'il voit deux personnes dans une berline grise (une Mercury Monarch (en) ou une Mercury Zephyr (en)) faire demi-tour devant l'arrêt de bus de l'école. Un homme sorti de la voiture assène une décharge de pistolet à impulsion électrique à Jaycee, puis saisit l'enfant et la jette à l'arrière de la voiture. Carl Probyn enfourche un vélo pour tenter, en vain, de rattraper le véhicule. 
Pendant l'enquête, Carl Probyn est suspecté et soumis au détecteur de mensonge. L'affaire reçoit une attention nationale et est présentée plusieurs fois à l'émission America's Most Wanted mais la fillette reste introuvable, si bien que l'intérêt des médias retombe et l'histoire tombe dans l'oubli,,.

## Phillip Craig Garrido

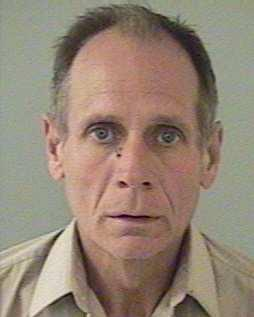
Phillip Craig Garrido.

Phillip Craig Garrido naît dans le comté de Contra Costa le 5 avril 1951. Il grandit à Brentwood, où il étudie au Liberty High School en 1969. Son père, Manuel Garrido, résidant à Brentwood, explique la « bonne attitude » de son fils lorsqu'il est enfant, mais qu'il bascule rapidement après un accident de scooter lorsqu'il est adolescent ; il se drogue plus tard (principalement à la méthamphétamine). En 1972, Garrido est arrêté et accusé d'agression sexuelle sur une mineure de 14 ans, mais libéré faute de plainte,. 
En 1973, Garrido épouse l'une de ses camarades de classe, Christine Murphy, celle-ci expliquant que Garrido la violente. Murphy explique également que Garrido a tenté de la kidnapper lorsqu'elle l'a quitté.
En 1976, Garrido kidnappe Katherine Callaway à South Lake Tahoe et la viole pendant plus de cinq heures. Garrido est peu après arrêté. Lors d'une analyse psychologique menée et ordonnée par la justice américaine en 1976, Garrido est diagnostiqué comme étant un « toxicomane chronique à déviance sexuelle ». Le psychiatre recommande qu'un examen neurologique soit mené pour évaluer les effets de la prise chronique de stupéfiants par Garrido, qui pourrait être « en partie responsable » de ses déviances sexuelles « mixtes » ou « multiples ». Garrido est par la suite évalué par un neurologue. Aucune anomalie n'est détectée. Devant la cour, Garrido avoue s'être masturbé dans sa voiture lorsqu'il stationnait près de lycées, en observant de jeunes lycéennes. Garrido est inculpé le 9 mars 1977 pour enlèvement et viol. Condamné à 50 ans de prison, il commence sa peine sous le régime des  travaux forcés le 30 juin 1977 au pénitencier de Leavenworth dans le Kansas.
À Leavenworth, Garrido rencontre Nancy Bocanegra, alors qu'elle visite un autre détenu, son oncle. Le 5 octobre 1981, Garrido et Bocanegra se marient à Leavenworth. Le 22 janvier 1988, Garrido est libéré après sept mois. Il est transféré en liberté conditionnelle à Antioch le 26 août 1988. À Antioch, la famille Garrido emménage au domicile de sa mère, qui souffre de démence.

## Séquestration

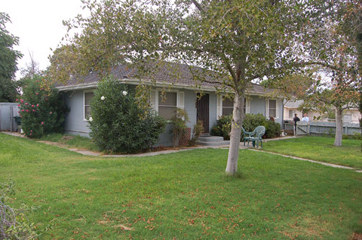
La maison.

Immédiatement après l'enlèvement, Phillip Garrido force la fillette à prendre une douche avec lui. La première fois qu'elle est violée, elle est menottée, et cela pendant une semaine dès sa première semaine de captivité.
Selon le récit de Jaycee Lee Dugard, elle a été enfermée dans un cabanon, situé derrière la maison de Phillip Garrido à Antioch en Californie pendant les 18 années de la séquestration. 
Au bout de sept mois de captivité, Garrido présente Jaycee à sa femme, Nancy. Au bout de trente-quatre mois de captivité, le couple Garrido accepte temporairement qu'elle ne soit plus menottée.
Des suites des viols, Jaycee tombe enceinte à 14 ans et donne naissance à une fille, plus tard suivie d'une seconde fille. La jeune fille est certes en bonne santé mais ni elle ni ses filles ne voient de médecin durant la séquestration,,,. 
En 2009, Phillip, en plein délire mystique, veut créer une église. Il souhaite organiser une réunion publique sur le prestigieux campus de l'université de Californie à Berkeley. Devant obtenir une autorisation de l'université, il se rend le 24 août 2009, accompagné de ses filles Angel et Starlit, au poste de police. Lisa Campbell, responsable de l’université chargée d’organiser événements et manifestations, trouve son comportement bizarre et prévient une policière de l’université, Allison Jacobs. Celle-ci se renseigne sur le passé de délinquant sexuel de Garrido et alerte l'agent chargé du contrôle judiciaire de Garrido. Cet agent de probation prévient le FBI qui intervient et recueille le témoignage de Jaycee. Le 26 août 2009, elle retrouve la liberté.

## Retour à la maison
Jaycee accorde une interview au magazine américain People le 14 octobre 2009 soit deux mois après sa libération. Elle explique qu'elle est « heureuse d'avoir retrouvé sa famille ». 
Elle raconte aussi qu'elle monte à cheval, cuisine des plats et réfléchit à collaborer à un livre. Ses filles de 11 et 15 ans, n'apparaissent que de dos sur les photos afin de les préserver de la médiatisation.

## Jugement
En juillet 2010, l'État de Californie accorde à Jaycee une indemnité de 20 millions de dollars au titre des négligences de  l'administration pénitentiaire, qui ont facilité le crime commis par Garrido.
Le 2 juin 2011, Phillip Garrido est condamné à 431 ans de prison et Nancy Garrido, à 36 ans de prison dont une période de sûreté de 20 ans, selon les termes d'un accord passé avec le parquet. Ils ont signifié qu'ils ne feraient pas appel.